# スユン
キム・スユン（김수윤、金秀潤、2001年3月17日 - ）は、韓国の歌手。女性アイドルグループ・Rocket Punchのメンバー。

## 来歴
2017年12月にWoollimエンターテインメントの練習生となり、2018年にMnetのオーディション番組『PRODUCE 48』に参加。最終順位は47位であった。
2019年8月に所属しているWoolimエンターテインメントからRocket Punchのメンバーとしてデビュー。

## 出演

### テレビ番組
- PRODUCE 48[4]（2018年、Mnet）
- 覆面歌王[5]（2021年、MBC）
- 少女リバース（2023年、カカオページ）
- QUEENDOM PUZZLE（2023年、Mnet）